# Tamariskia-Stadion
Das Tamariskia-Stadion ist ein Fußballstadion in der namibischen Stadt Swakopmund, im Stadtteil Tamariskia gelegen. Es ist Heimatstadion der Blue Boys und fasst rund 1500 Zuschauer.